# Viaje a la Alcarria

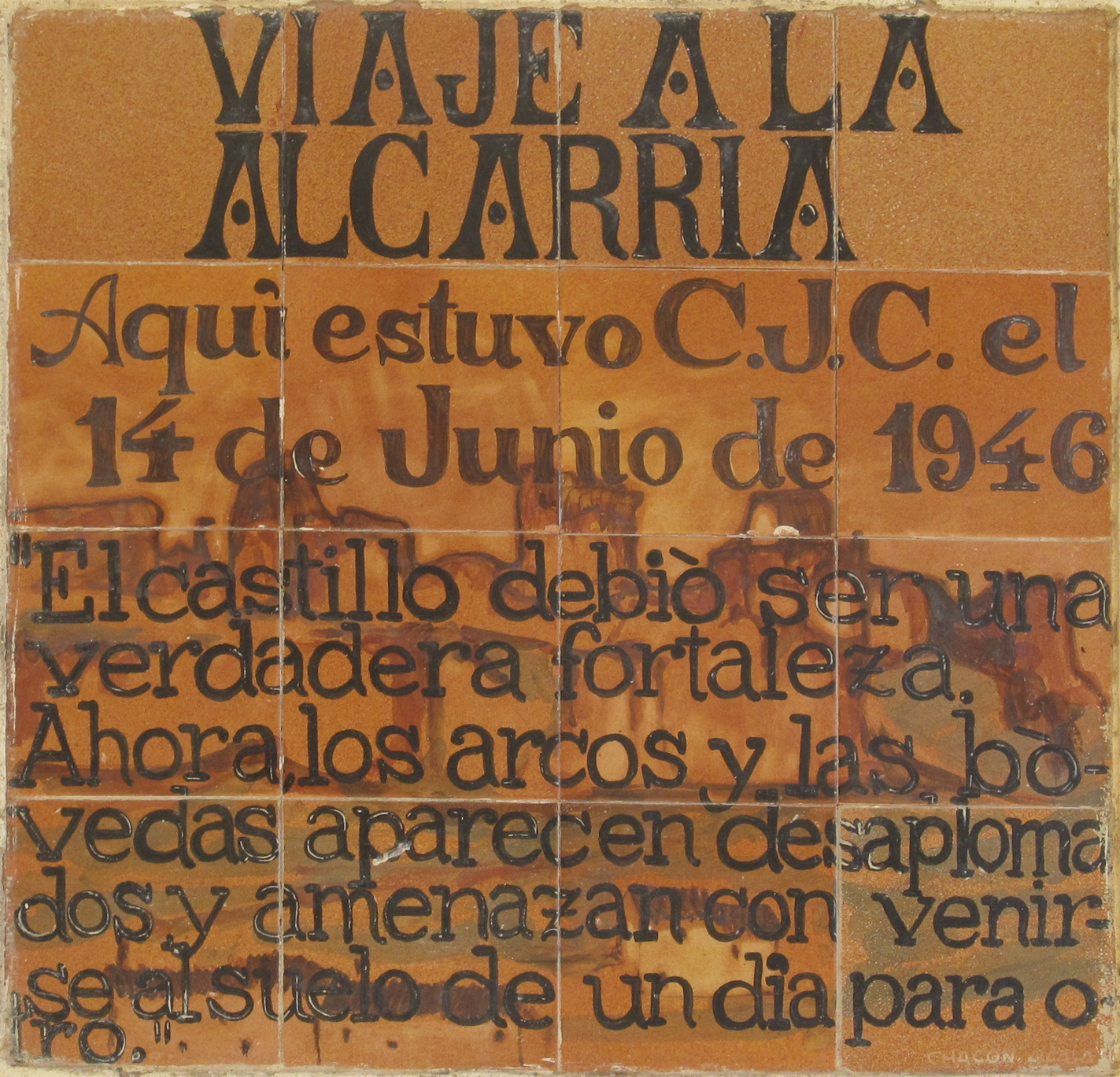
Cerámica conmemorativa de "Viaje a la Alcarria" en Zorita de los Canes.

Viaje a la Alcarria es un libro de viajes escrito por Camilo José Cela y publicado en 1948. Cela afirmó de él, hacia 1963, que se trataría de «quizá mi libro más sencillo, más inmediato y directo». Escrito en tercera persona, el título hace referencia a la comarca de La Alcarria, donde el autor hizo su primer ensayo de la España profunda.
Cela dedicó diez días a su viaje, del 6 al 15 de junio de 1946, y en él recorrió o cruzó en total seis ríos y visitó diecisiete pueblos de la comarca. Durante el mismo creó veinticinco canciones que reflejan el paisaje, la vida rural y el arte campesino.

## Trama
La acción comienza en un apartamento de Madrid. El autor se encuentra en su piso de la calle Alcalá, donde vive con su mujer Charo y su hijo Camilo José Cela Conde, de pocos meses. Allí decide primero el destino del viaje, y luego deambula consultando el libro Historia de Galicia de Manuel Murguía.
Al cabo de unos días, el 6 de junio de 1946, el viajero madruga y camina hasta la estación de Atocha, donde toma el tren a Guadalajara. Continuando por la carretera de Zaragoza, pasa por Taracena y, un poco más adelante, se sube a una carreta, y tras cruzar Valdenoches llega a Torija. Pasa la noche en esa localidad, y se desvía de la carretera hacia Brihuega. La obra incluye una transcripción del texto de la lápida de la Puerta de la Cadena. Por la tarde sale a pasear junto al río Tajuña, y pasa la noche con un anciano a la vera del camino. Al día siguiente pasan por Masegoso, y al mediodía llegan a Cifuentes, donde duerme el viajero.
Por la mañana sale en dirección sur. Pasa por Gargoles de Arriba y Gargoles de Abajo hacia Trillo, donde cae la noche. Al día siguiente cruza el río Tajo y rodea las Tetas de Viana hasta llegar a Viana de Mondéjar. No entra al pueblo, y después del almuerzo continúa hacia La Puerta. Descansa en una posada y visita del pueblo. El alcalde le consigue un coche para ir a Budia al día siguiente. En el camino les sorprende un temporal, tras pasar Durón. Llegan a Budia ya de noche, y se encuentran con Martín, un comerciante con el que se había reunido en Trillo. Por la mañana visitan juntos el pueblo, y el autor visita al doctor Severino Domínguez Alonso.
Antes del almuerzo, se dirige a El Olivar y luego a Durón. En el cruce con la carretera, camino de Pareja, la Guardia Civil le pide la documentación. Pasa la noche en el cruce que lleva a Chillarón del Rey, y al amanecer llega a Pareja. Va a una posada a desayunar y asearse. Por un malentendido con el dueño del lugar, no se queda a dormir. Al día siguiente se desvía hacia Casasana, donde almuerza. Un hombre con un burro lo acompaña y lleva su equipaje a Sacedón, pasando por Córcoles. En Sacedón se reencuentra con el comerciante Martín, con quien recorre la villa. En una tienda de un amigo de Martín hablan de la Vuelta a España (que se disputará entre el 7 y el 30 de mayo), Delio Rodríguez y Julián Berrendero.
Pasa la noche en Sacedón y sale en autobús. Cruza el río Tajo, donde se está construyendo la presa de Entrepeñas, y continúa por Alhóndiga hasta Tendilla. Después de comer, coge otro autobús que le lleva por Fuentelviejo y Hueva hasta Pastrana. Allí consigue alojamiento y descansa para ver el pueblo al día siguiente. Por la tarde va con el alcalde en coche a visitar a Zorita de los Canes.

## Viaje a la Alcarriaen la trayectoria literaria de Cela
Aun siendo un libro de viajes, varios críticos han advertido las analogías y puntos comunes con las novelas que escribió Cela por esos mismos años: 
El camino es únicamente la sarta que unirá a decenas de figuras. Ello hace que en Viaje a la Alcarria se adviertan elementos semejantes y un  modo discursivo narrativo comuin a los que gobiernan las Nuevas andanzas y desventuras del Lazarillo y La colmena, dos novelas entre las que cronológicamente se sitúa. Kirsner, Sobejano y P. Ilie han destacado la semejanza de este libro con el arte novelistico de Cela. Con el Nuevo Lazarillo coincidirá, sobre todo, en el desplazamiento, en la estructura episódica y en la realidad visualizada: la España de mendigos, tahúres, viajantes y tipos populares. A La colmena se asemejará también en la temporalidad y voz elegida, en el primitivismo de ciertas escenas y en una melancólica tristeza que logra impregnar todo el libro. Los personajes del Viaje a la Alcarria están tratados, además, novelisticamente, a modo de bocetos y pinceladas que evitan toda generalización, como ocurrirá en La colmena, aparte de que en ambos libros se otorga una función estructural semejante al procedimiento de la acumulación y repetición. [...] P. Ilie ha destacado tres rasgos sobresalientes de este libro en común con La colmena: el lirismo, la orquestación novelesca de la secuencia episódica y una procedencia sociológica de los personajes populares.
Gonzalo Sobejano interpreta el libro como un «contrapunto rural a la estridente sinfonía urbana de La colmena» en los aspectos histórico, geográfico, personal y literario; «como la consecuencia epilogal de aquella novela, terminada de escribir poco antes de ponerse en camino su autor, aunque se publicase, por motivos de espera y de censura, cuatro años más tarde».

## Localidades visitadas durante el viaje
- Torija
- Brihuega
- Masegoso
- Cifuentes
- Gárgoles de Abajo
- Trillo
- Viana de Mondéjar
- Budia
- Casasana
- Sacedón
- Pastrana
- Zorita de los Canes